# Elena di Meclemburgo-Strelitz
Elena di Meclemburgo-Strelitz, (tedesco: Helene Marie Elisabeth Alexandra Auguste Katherine) (San Pietroburgo, 16 gennaio 1857 – Remplin, 28 agosto 1936), fu la seconda moglie del principe Alberto di Sassonia-Altenburg.

## Biografia
Era l'unica figlia di Giorgio Augusto di Meclemburgo-Strelitz, e di sua moglie, Ekaterina Michajlovna Romanova. Essendo l'unica figlia della granduchessa Ekaterina (lei stessa erede principale di suo padre, il granduca Michele), Elena era particolarmente ricca. Apparteneva al ramo russo della famiglia di Meclemburgo-Strelitz, e, come tale, aveva molti legami con il paese d'origine di sua madre.

## Matrimonio
La principessa di Battenberg era ansiosa di far sposare Elena con suo figlio Alessandro, il principe regnante della Bulgaria, ma lui non era interessato a lei.
Il 13 dicembre 1891 a Remplin, sposò il principe Alberto di Sassonia-Altenburg. Egli era l'unico figlio del principe Edoardo di Sassonia-Altenburg, e della sua seconda moglie, la principessa Carolina Luisa di Reuss-Greiz, ed era stato precedentemente sposato con la principessa Maria di Prussia. Attraverso il suo matrimonio, Elena divenne la matrigna delle due figlie di Alberto: Olga e Maria. La coppia non ebbe figli.

## Ultimi anni e morte
Dopo il loro matrimonio, Elena e Alberto vissero metà dell'anno in Russia. Alberto morì il 22 maggio 1902. Elena rimase in Russia fino al successo dei bolscevichi nella guerra civile russa, e la sua famiglia fuggì all'estero nel 1919. Ha vissuto a Copenaghen (1919-1923) e alla fine ha preso la residenza a Schloss Remplin con il nipote Giorgio, duca di Meclemburgo e la sua famiglia. Morì il 28 agosto 1936 a Remplin.

## Ascendenza
|                                              |                   |                                                             | Genitori                                                        |  |  | Nonni |  |  | Bisnonni                                   |  |  | Trisnonni                                                   |  |
|                                              |                   |                                                             |                                                                 |  |  |       |  |  | Carlo II, Granduca di Meclemburgo-Strelitz |  |  | Duca Carlo Luigi Federico di Meclemburgo, Principe di Mirow |  |
|                                              |                   |                                                             |                                                                 |  |  |       |  |  | Carlo II, Granduca di Meclemburgo-Strelitz |  |  | Duca Carlo Luigi Federico di Meclemburgo, Principe di Mirow |  |
|                                              |                   | Principessa Elisabetta Albertina di Sassonia-Hildburghausen |                                                                 |  |  |       |  |  | Carlo II, Granduca di Meclemburgo-Strelitz |  |  |                                                             |  |
| Giorgio, Granduca di Meclemburgo-Strelitz    |                   |                                                             |                                                                 |  |  |       |  |  | Carlo II, Granduca di Meclemburgo-Strelitz |  |  |                                                             |  |
|                                              |                   | Principessa Federica d'Assia-Darmstadt                      | Principe Giorgio Guglielmo d'Assia-Darmstadt                    |  |  |       |  |  |                                            |  |  |                                                             |  |
|                                              |                   | Principessa Federica d'Assia-Darmstadt                      | Principe Giorgio Guglielmo d'Assia-Darmstadt                    |  |  |       |  |  |                                            |  |  |                                                             |  |
|                                              |                   | Principessa Federica d'Assia-Darmstadt                      | Contessa Maria Luisa Albertina di Leiningen-Dagsburg-Falkenburg |  |  |       |  |  |                                            |  |  |                                                             |  |
| Duca Giorgio Augusto di Meclemburgo-Strelitz |                   | Principessa Federica d'Assia-Darmstadt                      |                                                                 |  |  |       |  |  |                                            |  |  |                                                             |  |
|                                              |                   | Langravio Federico d'Assia-Kassel                           | Federico II, Langravio d'Assia-Kassel                           |  |  |       |  |  |                                            |  |  |                                                             |  |
|                                              |                   | Langravio Federico d'Assia-Kassel                           | Federico II, Langravio d'Assia-Kassel                           |  |  |       |  |  |                                            |  |  |                                                             |  |
|                                              |                   | Langravio Federico d'Assia-Kassel                           | Principessa Maria di Gran Bretagna                              |  |  |       |  |  |                                            |  |  |                                                             |  |
| Principessa Maria di Assia-Kassel            |                   | Langravio Federico d'Assia-Kassel                           |                                                                 |  |  |       |  |  |                                            |  |  |                                                             |  |
|                                              |                   | Principessa Carolina di Nassau-Usingen                      | Carlo Guglielmo, Principe di Nassau-Usingen                     |  |  |       |  |  |                                            |  |  |                                                             |  |
|                                              |                   | Principessa Carolina di Nassau-Usingen                      | Carlo Guglielmo, Principe di Nassau-Usingen                     |  |  |       |  |  |                                            |  |  |                                                             |  |
|                                              |                   | Principessa Carolina di Nassau-Usingen                      | Contessa Carolina Felicita di Leiningen-Dagsburg                |  |  |       |  |  |                                            |  |  |                                                             |  |
| Duchessa Elena di Meclemburgo-Strelitz       |                   | Principessa Carolina di Nassau-Usingen                      |                                                                 |  |  |       |  |  |                                            |  |  |                                                             |  |
|                                              | Paolo I di Russia | Pietro III di Russia                                        |                                                                 |  |  |       |  |  |                                            |  |  |                                                             |  |
|                                              | Paolo I di Russia | Pietro III di Russia                                        |                                                                 |  |  |       |  |  |                                            |  |  |                                                             |  |
|                                              | Paolo I di Russia | Principessa Sofia di Anhalt-Zerbst Caterina II di Russia    |                                                                 |  |  |       |  |  |                                            |  |  |                                                             |  |
| Granduca Michail Pavlovič di Russia          | Paolo I di Russia |                                                             |                                                                 |  |  |       |  |  |                                            |  |  |                                                             |  |
|                                              |                   | Duchessa Sofia Dorotea di Württemberg                       | Federico II Eugenio, Duca di Württemberg                        |  |  |       |  |  |                                            |  |  |                                                             |  |
|                                              |                   | Duchessa Sofia Dorotea di Württemberg                       | Federico II Eugenio, Duca di Württemberg                        |  |  |       |  |  |                                            |  |  |                                                             |  |
|                                              |                   | Duchessa Sofia Dorotea di Württemberg                       | Margravia Federica Dorotea di Brandeburgo-Schwedt               |  |  |       |  |  |                                            |  |  |                                                             |  |
| Granduchessa Ekaterina Michajlovna di Russia |                   | Duchessa Sofia Dorotea di Württemberg                       |                                                                 |  |  |       |  |  |                                            |  |  |                                                             |  |
|                                              |                   | Principe Paolo di Württemberg                               | Federico I di Württemberg                                       |  |  |       |  |  |                                            |  |  |                                                             |  |
|                                              |                   | Principe Paolo di Württemberg                               | Federico I di Württemberg                                       |  |  |       |  |  |                                            |  |  |                                                             |  |
|                                              |                   | Principe Paolo di Württemberg                               | Duchessa Augusta di Brunswick-Wolfenbüttel                      |  |  |       |  |  |                                            |  |  |                                                             |  |
| Principessa Carlotta di Württemberg          |                   | Principe Paolo di Württemberg                               |                                                                 |  |  |       |  |  |                                            |  |  |                                                             |  |
|                                              |                   | Principessa Carlotta di Sassonia-Hildburghausen             | Federico, Duca di Sassonia-Altenburg                            |  |  |       |  |  |                                            |  |  |                                                             |  |
|                                              |                   | Principessa Carlotta di Sassonia-Hildburghausen             | Federico, Duca di Sassonia-Altenburg                            |  |  |       |  |  |                                            |  |  |                                                             |  |
|                                              |                   | Principessa Carlotta di Sassonia-Hildburghausen             | Duchessa Carlotta Giorgina di Meclemburgo-Strelitz              |  |  |       |  |  |                                            |  |  |                                                             |  |
|                                              |                   | Principessa Carlotta di Sassonia-Hildburghausen             |                                                                 |  |  |       |  |  |                                            |  |  |                                                             |  |

## Titoli
- 16 gennaio 1857-13 dicembre 1891: Sua Altezza la Duchessa Elena di Mecklenburg-Strelitz
- 13 dicembre 1891-28 agosto 1936: Sua Altezza Principessa Alberto di Sassonia-Altenburg, duchessa di Sassonia